# Trimethylsilyldiazomethan
Trimethylsilyldiazomethan ist eine organische chemische Verbindung aus der Gruppe der Azoverbindungen.

## Gewinnung und Darstellung
Trimethylsilyldiazomethan kann ausgehend von Trimethylsilylmethylmagnesiumchlorid durch eine Grignard-Reaktion mit Diphenylazidophosphat gewonnen werden.
{\displaystyle \mathrm {Me_{3}SiCH_{2}MgCl+(PhO)_{2}P(O)N_{3}+H_{2}O\longrightarrow } }{\displaystyle \mathrm {Me_{3}SiCHN_{2}+(PhO)_{2}P(O)NH_{2}} }
Es wurde erstmals 1968 durch Dietmar Seyferth synthetisiert.

## Eigenschaften
Trimethylsilyldiazomethan ist eine gelblich grüne Flüssigkeit, die unlöslich in Wasser aber löslich in den meisten organischen Lösungsmitteln ist. Es ist in reiner Form oder in Kohlenwasserstofflösung stabil, zersetzt sich aber schnell bei Kontakt mit Tetrachlorkohlenstoff oder wenn es Licht ausgesetzt wird. Es wird nicht durch neutrales Wasser oder 20%ige Kalilauge verseift. Es kann eine Reihe von Reaktionen eingehen, wie zum Beispiel mit Carbonsäuren, Cyclohexen oder aktivierte Olefinen.

## Verwendung
Trimethylsilyldiazomethan wird als Ersatzstoff für Diazomethan zur Derivatisierung von Phenolen in Gegenwart von Diisopropylamin, Triethylamin oder anderen verwendet. Es dient auch bei organischen Synthesen zur Veresterung von verschiedenen natürlich vorkommenden Carbonsäuren, der Homologisierung von Aldehyden, als Reagenz bei der Arndt-Eistert-Homologisierung und als Reagenz bei weiteren Reaktionen. Es wandelt auch sterisch stark gehinderte Alkohole in die entsprechenden Methylether. So wird es zum Beispiel bei der Herstellung von Macrolactam-Analoga von natürlichen Makroliden und Aigialomycin-Analoga eingesetzt.

## Sicherheitshinweise
Trimethylsilyldiazomethan wird als gebrauchsfertige Lösung in Hexan oder Diethylether in den Handel gebracht. Es besitzt im Gegensatz zu Diazomethan keine Explosionsneigung, ist allerdings ebenfalls krebserzeugend und ein starkes Atemgift.